# Dyserythra concinna
Dyserythra concinna es una especie de insecto coleóptero de la familia Chrysomelidae.
Fue descrita científicamente en 1902 por Weise.